# Festival Internacional de Música de Pollença
El Festival Internacional de Música de Pollença és un dels festivals de música més prestigiosos del món artístic.
Aquest festival va néixer a Pollença (Mallorca) l'1 de setembre de 1962 de la mà de diferents precursors culturals que vivien a Pollença, com Philip Newman.
El Festival de Música de Pollença és l'únic membre de la Association Européene des Festivals. Cada any des de la seva creació, durant dos o tres mesos a l'estiu, es fan molts de concerts dedicats sempre a qualque compositor o músic important a nivell internacional. La seva seu es troba dins el claustre del vell Convent de Sant Domènec (Santo Domingo de Pollença) del segle xvi. Gràcies a aquest festival, la vila ha estat situada en el mapa del món i ha rebut milions de visitants amants de la bona música. Al festival han intervingut grans músics de pes internacional, com el violinista Shlomo Mintz, el 5 de setembre de 1962 i amic de Newman, qui anuncià el seu retir del festival el 4 de setembre de 1966.
Des del 2007 el festival compta amb un nou director artístic, el baríton menorquí, Joan Pons i Álvarez, que substitueix al conegut violinista txèc Eugen Prokov que morí en 2005. Prokov havia substituït al conegut violinista anglès, Philip Newman.
En 2008 el festival presentà una programació de concerts i recitals de jazz, gospel, pop, rock, flamenc i clàssica.